# Процентная ставка овернайт
Процентная ставка «оверна́йт» (англ. overnight rate, O/N) — процентная ставка по депозиту на один рабочий день. Денежные средства, вносимые на депозит на срок «овернайт», могут быть возвращены на следующий рабочий день. Если следующий календарный день является выходным или праздником, то возврат денежных средств происходит в первый рабочий день после них.

## Депозиты «овернайт»
Депозиты «овернайт», как правило, являются депозитами на крупные суммы. Их размещают банки друг у друга, а также крупные корпоративные клиенты и финансовые организации. Депозиты «овернайт» распространены на межбанковском и денежном рынках, где его участникам необходимо поддерживать высокую ликвидность и надёжность краткосрочных активов. Процентная ставка по депозитам «овернайт» в среднем ниже, чем по срочным депозитам (на срок от недели), однако она выше, чем по счетам до востребования (текущим счетам).

## Факторы ставки «овернайт»
Обязательные резервные требования и нормативы ликвидности, которые выполняют банки, во многом определяют текущий уровень ставки «овернайт». Банки обязаны держать часть привлечённых депозитов клиентов на счетах в центральном банке или в определённой категории ликвидных активов. Резервы и ликвидность рассчитываются по итогам отчётного периода, внутри которого банки могут управлять обеими величинами. К концу отчётного периода банк может столкнуться с дефицитом или профицитом ликвидности. Это приводит к торговле свободной ликвидностью на межбанковском рынке на условиях «овернайт». Колебания процентной ставки «овернайт» отражают динамику равновесия спроса и предложения на межбанковском рынке.
Величина процентной ставки «овернайт» зависит от нескольких факторов. К циклическим факторам относятся эффект конца периода усреднения по обязательным резервам банков, который связан с повышенным спросом на ликвидность со стороны банков, а также эффект конца месяца, также известный как «эффект календарного дня», вызванный подготовкой бухгалтерской и финансовой отчётности банков. К экономическим эффектам относят процентную политику центрального банка, в первую очередь, ожидания повышения или снижения его процентной ставки, а также конъюнктуры на смежных рынках — валютном рынке и рынке государственных ценных бумаг. Падение доверия банков друг к другу в период финансовых кризисов сопровождается сворачиванием межбанковских операций и увеличением процентной ставки «овернайт».

## Центральный банк и ставка «овернайт»
Процентная ставка «овернайт» характеризует состояние межбанковского или денежного рынка в целом. Центральные банки, занимающиеся инфляционным таргетированием, удерживают процентную ставку «овернайт» в рамках узкого процентного коридора, не позволяя ей выходить за пределы коридора. Процентная ставка «овернайт» является основной операционной целью денежно-кредитной политики. Центральные банки стремятся к тому, чтобы отклонения ставки «овернайт» от процентной ставки самого центрального банка были небольшими и непродолжительными. Устойчивая процентная ставка «овернайт» позволяет сохранять доступ участников рынка к краткосрочной ликвидности, планировать управление ликвидностью и эффективно её перераспределять.

## Эталонные ставки «овернайт»
Процентные ставки «овернайт» по резервным валютам считаются эталонными ставками, на которые ориентируются остальные участники финансовых рынков. Они участвуют в ценообразовании на другие финансовые продукты — синдицированные кредиты, секьюритизированные ценные бумаги и деривативы. Кроме того, ставка «овернайт» включена в кривую доходности и она косвенно влияет на ставки по остальным более длинным срокам.
Каждый крупный международный финансовый центр имеет собственные эталонные ставки «овернайт». В США ею выступает SOFR, в Великобритании — SONIA, в еврозоне — €STR, в Японии — TONAR. В России эталонной межбанковской ставкой «овернайт» считается RUONIA.
| Аббревиатура | Полное наименование                           | Наименование (рус.)                                                           |
| ------------ | --------------------------------------------- | ----------------------------------------------------------------------------- |
| AONIA        | AUD Overnight Index Average                   | Средневзвешенная ставка в австралийских долларах                              |
| BBSW         | Bank Bill Swap Rate                           | Австралийская ставка предложения по трехмесячным свопам на банковские векселя |
| BUBOR        | Budapesti Bankközi Forint Hitelkamatláb       | Ставка межбанковского кредита в Будапеште                                     |
| CDOR         | Canadian Dollar Offered Rate                  | Канадская межбанковская ставка предложения                                    |
| CIBOR        | Copenhagen Interbank Offered Rate             | Копенгагенская межбанковская ставка предложения                               |
| CORRA        | Canadian Overnight Repo Rate Average          | Канадская ставка по РЕПО                                                      |
| FED rate     | Federal funds rate                            | Ставка по федеральным фондам                                                  |
| Helibor      | Helsinki Interbank Offered Rate               | Хельсинкская межбанковская ставка предложения                                 |
| HIBOR        | Hong Kong Interbank Offered Rate              | Гонконгская межбанковская ставка предложения                                  |
| IndONIA      | Indonesia Overnight Index Average             | Индонезийская средневзвешенная ставка                                         |
| JIBAR        | Johannesburg Interbank Average Rate           | Средневзвешенная ставка на рынке Йоханнесбурга                                |
| JIBOR        | Jakarta Interbank Offered Rate                | Межбанковская ставка предложения в Джакарте                                   |
| KIBOR        | Karachi Interbank Offered Rate                | Межбанковская ставка предложения в Карачи                                     |
| MIBOR        | Mumbai Interbank Offer Rate                   | Мумбайская межбанковская ставка предложения                                   |
| MIBOR        | Madrid Interbank Offer Rate                   | Мадридская межбанковская ставка предложения                                   |
| MIBOR        | Moscow Interbank Offer Rate                   | Московская межбанковская ставка предложения                                   |
| MUTAN        | Japanese Uncollateralised Overnight Call Rate | Процентная ставка на необеспеченном японском рынке до востребования           |
| NOWA         | Norwegian Overnight Weighted Average          | Норвежская средневзвешенная ставка                                            |
| PHIREF       | Philippine Interbank Reference Rate           | Филиппинская межбанковская референсная ставка                                 |
| POLONIA      | Poland Overnight Index Average                | Польская средневзвешенная ставка                                              |
| PRIBOR       | Prague interbank offered rate                 | Пражская межбанковская ставка предложения                                     |
| RIGIBOR      | Riga Interbank Offered Rate                   | Рижская межбанковская ставка предложения                                      |
| SABOR        | South African Benchmark Overnight Rate        | Южноафриканская эталонная ставка                                              |
| SAIBOR       | Saudi Arabian Interbank Offered Rate          | Саудовская межбанковская ставка предложения                                   |
| SELIC        | Brazilian Real OverNight index rate           | Процентная ставка на бразильском рынке                                        |
| SHIBOR       | Shanghai Interbank Offered Rate               | Шанхайская межбанковская ставка предложения                                   |
| SIBOR        | Singapore Interbank Offered Rate              | Сингапурская межбанковская ставка предложения                                 |
| SOR          | Singapore Swap Offer Rate                     | Сингапурская ставка предложения по валютным свопам                            |
| STIBOR       | Stockholm Interbank Offered Rate              | Стокгольмская межбанковская ставка предложения                                |
| TELBOR       | Tel Aviv Interbank Offered Rate               | Тель-Авивская межбанковская ставка предложения                                |
| THBFIX       | Thai baht Interest Rate Fixing                | Процентный фиксинг по тайскому бату                                           |
| TIBOR        | Tokyo Interbank Offered Rate                  | Токийская межбанковская ставка предложения                                    |
| WIRON        | Warsaw Interest Rate Overnight                | Варшавская процентная ставка овернайт                                         |